# Evdochia Olelkovici
Evdochia din Kiev, cunoscută și ca Evdokia, (n. prima parte a sec. al XV-lea – d. 25 noiembrie 1467, Suceava) a fost prima soție a voievodului Ștefan cel Mare. 

## Biografie
Evdochia Olelkovici a fost fiica principelui Olelko și a Anastasiei Vasilievna și nepoata maternă a lui Vasili Dmitrievici Donskoi (1371-1425), mare cneaz al Moscovei (1389-1425). Fratele ei a fost cneazul Simion Olelkovici al Kievului, iar verișorul ei a fost Ivan al III-lea, mare cneaz al Moscovei (1462-1503). S-a căsătorit cu Ștefan al III-lea al Moldovei în 1463.
Evdochia a avut cu Ștefan doi fii - Bogdan și Petru, potrivit istoricului Jonathan Eagles dar și o fiică, Elena, măritată cu Ion, fiul Țarului Ioan al III-lea al Moscovei. Ambii fii au murit în 1480 și au fost înmormântați în Mănăstirea Putna, ctitorită de tatăl lor. Atunci când Ștefan a făcut o donație Mănăstirii Hilandar de la Muntele Athos în 27 iulie 1466, el a cerut ca monahii să se roage pentru rudele sale, inclusiv Evdochia și cei doi copii ai lor, Alexandru și Elena. Alexandru era cel mai probabil același cu primul fiu și asociatul la domnie al lui Ștefan care a murit în 1496, potrivit lui Eagles.
Ea a murit în iarna anului 1467. A fost înmormântată în Biserica Mirăuți (care era catedrala Mitropoliei Moldovei) din Suceava. Soțul ei a donat bisericii 100 de stupi, o vie și un iaz la 15 februarie 1469. Piatra ei de mormânt a fost redescoperită în 1996.
Spre deosebire de celelalte soții ale lui Ștefan cel Mare care au fost înmormântate în gropnița bisericii Mănăstirii Putna, Doamna Evdokia de Kiev își are mormântul în incinta bisericii Mănăstirii Probota din județul Suceava. Inițial, se pare că mormântul acesteia a fost la Biserica Mirăuți din municipiul Suceava, aici găsindu-se, cu ocazia lucrărilor de restaurare a bisericii (1996-1997), fragmente din piatra de mormânt a Doamnei. Mormântul a fost strămutat în incinta bisericii Mănăstirii Probota de către voievodul Petru Rareș, însă nu se știe exact dacă această strămutare a fost efectuată direct de la Biserica Mirăuți sau din vechea biserică Probota, această din urmă variantă fiind mai plauzibilă deoarece Ștefan cel Mare a construit la Probota o biserică de piatră - anterioară ctitoriei lui Petru Rareș - unde s-a călugărit mama sa, doamna Maria Oltea, și unde a fost apoi înmormântată.

## Legături externe
- Cine a fost tatăl Evdochiei de Kiev, soția lui Ștefan cel Mare Arhivat în 13 ianuarie 2014, la Wayback Machine., 22 mai 2013, Ciobanu Mihai Anatolii, Historia